# Актуши
Актуши — село в Шигонском районе Самарской области в составе сельского поселения Усолье.

## География
Находится на западном берегу Куйбышевского водохранилища на расстоянии примерно 22 километра по прямой на восток-северо-восток от районного центра села Шигоны.

## История
Село возникло в конце XVII — начале XVIII века.

## Население
Постоянное население составляло 58 человек (русские 96 %) в 2002 году, 60 в 2010 году.